# Diego Ciccone
Diego Ciccone (Winterthur, 21 luglio 1987) è un ex calciatore svizzero, di ruolo centrocampista.

## Carriera
Cresciuto nelle giovanili di Tössfeld, Wil e San Gallo, ha militato nella prima squadra del San Gallo dal 2006 al 2010.

## Palmarès

### Club

#### Competizioni nazionali
- Challenge League: 2

San Gallo: 2008-2009
Vaduz: 2013-2014
- Coppa del Liechtenstein: 7

Vaduz: 2010-2011, 2012-2013, 2013-2014, 2014-2015, 2015-2016, 2016-2017, 2017-2018